# Daniel Cabrales
Daniel Alberto Cabrales Castillo (Montería, Córdoba; 8 de junio de 1977) es un Administrador de empresas de la Universidad del Sinú en Montería; máster en alta dirección pública del Instituto Ortega y Gasset de Madrid. Inició su camino político junto al expresidente Álvaro Uribe Vélez. De 2006 a 2010 fue cónsul de Colombia en Varsovia, Polonia. Además, fue candidato a la Alcaldía de Montería, Córdoba y, de 2014 a 2018, Senador de Colombia, fue nombrado embajador en República Dominicana por el gobierno de Iván Duque.

## Biografía
Daniel Cabrales Castillo es un político monteriano, administrador de empresas, especialista en Alta Gerencia y con  maestría en Alta Dirección Pública.
Fue Coordinador Departamental de Jóvenes para Primero Colombia (el movimiento político creado por el expresidente Álvaro Uribe Vélez para lanzar sus dos candidaturas a la presidencia de la república), Coordinador de Nuevas Generaciones para el Partido Conservador, coordinador de la campaña presidencial de Juan Manuel Santos, candidato a la Alcaldía de Montería en el año 2010 por el partido de la U; se ha desempeñado en cargos públicos como primer Secretario de la Embajada de Colombia en Polonia y fue Senador de la república de Colombia dentro del Movimiento Centro Democrático donde lideró grandes proyectos para beneficio de la población joven y de los motociclistas d Colombia, además de destacarse por su defensa al Departamento de Córdoba y los debates en contra electricaribe.